# CS Sportul Snagov
CS Sportul Snagov (fost FC Damila Măciuca și CS Metalul Reșița) a fost un club de fotbal al cărui sediu a fost ultima oară în Snagov, Ilfov, România, și care a evoluat în Liga a II-a 2019-2020. Clubul s-a desființat la începutul lui 2020.

## Istorie
Damila Măciuca a fost înființată și afiliată la AJF Râmnicu Vâlcea în anul 2007. A promovat în Liga a IV-a în anul următor când a terminat la egalitate de puncte cu echipa de pe locul doi, dar a promovat datorită rezultatelor mai bune în întâlnirile directe (5-0 acasă și 1-5 în deplasare). În următoarele trei sezoane, echipa a activat în Liga a IV-a terminând pe locurile 14, 2, respectiv 1, promovarea venind la sfârșitul sezonului 2010-2011. După un sezon în Liga a III-a, Damila Măciuca a obținut accederea în Liga a II-a, unde în sezonul 2012-2013 a terminat pe locul trei la un punct de promovarea în prima ligă.
În vara anului 2013 cluburile vâlcene Damila Măciuca și CSM Râmnicu Vâlcea au făcut schimb de acționari și jucători, iar în urma acestui schimb Cătălin Rufă, patronul Damilei, s-a înțeles cu autoritățile din Reșița, mutând echipa în acest oraș și schimbându-i numele în CS Metalul Reșița.
În vara anului 2016, din cauza unor neînțelegeri cu autoritățile, patronul Cătălin Rufă a decis să mute echipa de la Reșița la Snagov și să preia staff-ul și jucătorii Voinței Snagov, care se desființase. Schimbarea numelui a avut loc un an mai târziu. Formația și-a disputat de atunci meciurile de pe teren propriu pe stadionul "Voința" din Ghermănești, comuna Snagov. În 2019, Cătălin Rufă s-a retras de la Sportul Snagov lăsând clubul în mâinile lui Ovidiu Onosă, care a renunțat astfel la investițiile în echipa Carmen București. Sportul Snagov a întâmpinat însă dificultăți financiare, iar până în iarnă Onosă a renunțat să finanțeze echipa și, împreună cu jucătorii rămași, a plecat la echipa de liga a III-a Dacia Unirea Brăila. Sportul Snagov, rămasă în mâinile administratorului judiciar, nu s-a putut prezenta la primele două meciuri consecutive din returul ediției 2019-2020 a ligii a II-a, cu SCM Gloria Buzău și FC Metaloglobus București, și a fost exclusă din campionat.

## Palmares
- Liga a III-a
  - Campioană (1): 2011-2012

- Liga a IV-a
  - Campioană (1): 2010-2011
  - Vicecampioană (1): 2009-2010